# Holden SS
Holden SS — дополнительный пакет опций для ряда автомобилей Holden с двигателями V8.

## HQ SS

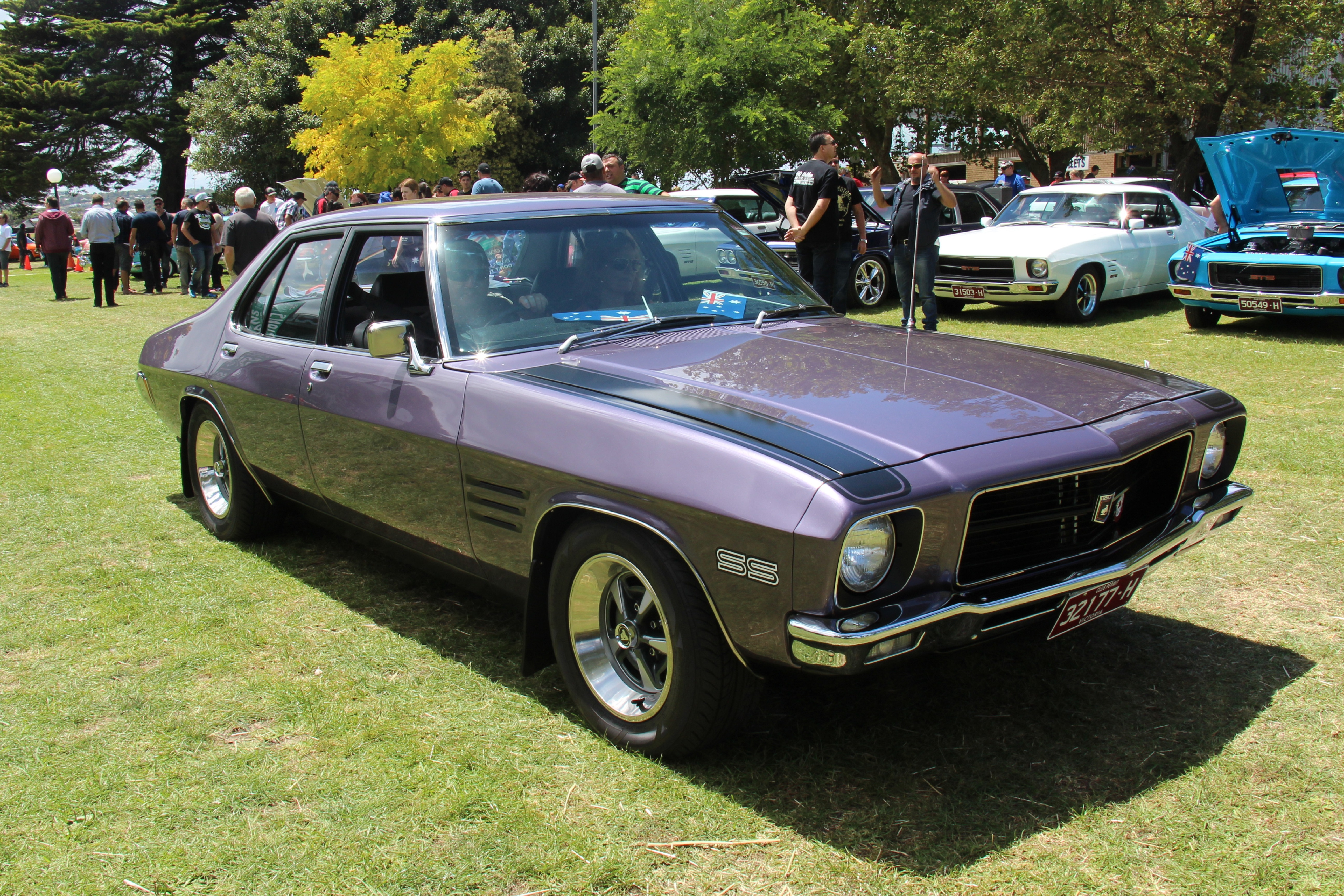
Holden HQ SS

Пакет опций HQ SS был представлен в середине 1972 года на седане Holden Belmont с 5,0-литровым двигателем V8 в паре с четырёхступенчатой механической трансмиссией. В салоне была установлена «спортивная» приборная панель, включая тахометр и двойные распределительные датчики топлива, давления масла, температуры и напряжения. Другие функции — «спортивное» рулевое колесо, центральная консоль и ковшеобразные сидения с чёрным винилом. На экстерьере был комплект нашивок и деколей, поставляемых компанией 3M. Другие особенности экстерьера включают импортированные из Канады раллийные диски Pontiac. SS окрашивался в три цвета: салатный (светло-зелёный), инфракрасный (красно-оранжевый) и ультрафиолетовый (пурпурно-серый металлик).

## LX Torana SS Hatch

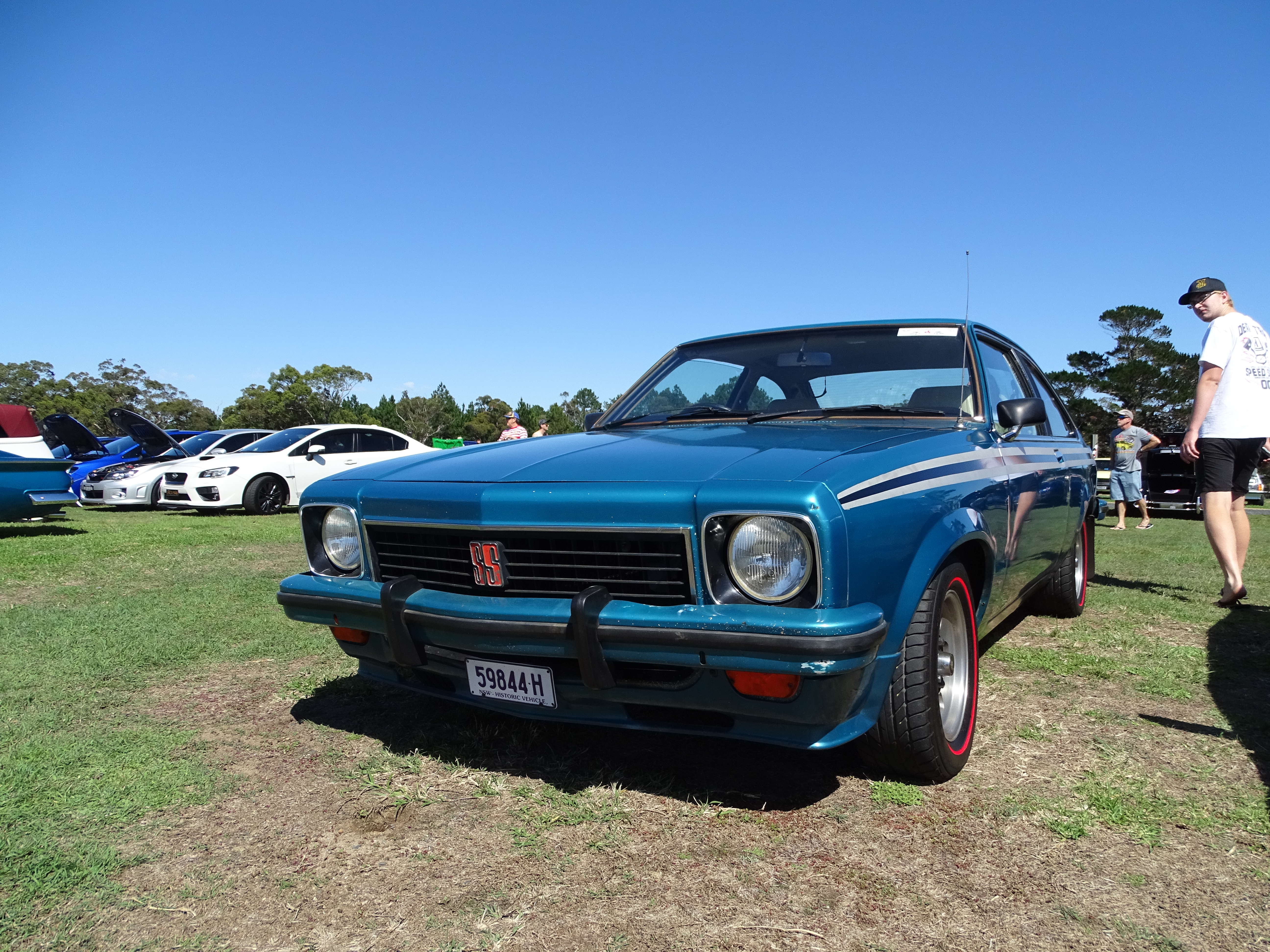
Holden Torana SS

Хетчбэк LX Torana SS оснащался двигателями Holden Straight-Six объёмом 202 кубического дюйма, 4,2-литровым (253 кубического дюйма) двигателем Holden V8, либо же 5,0-литровым (308 кубических дюймов) двигателем. Двигатели сочетались в паре с четырёхступенчатой механической трансмиссией BorgWarner, либо же с трёхступенчатой автоматической трансмиссией Holden Tri-Matic, поддерживаемой дифференциалом Salisbury на 10 болтов с усиленными осями. Автомобили продавались на аукционе за 500000 долларов.

## Commodore SS

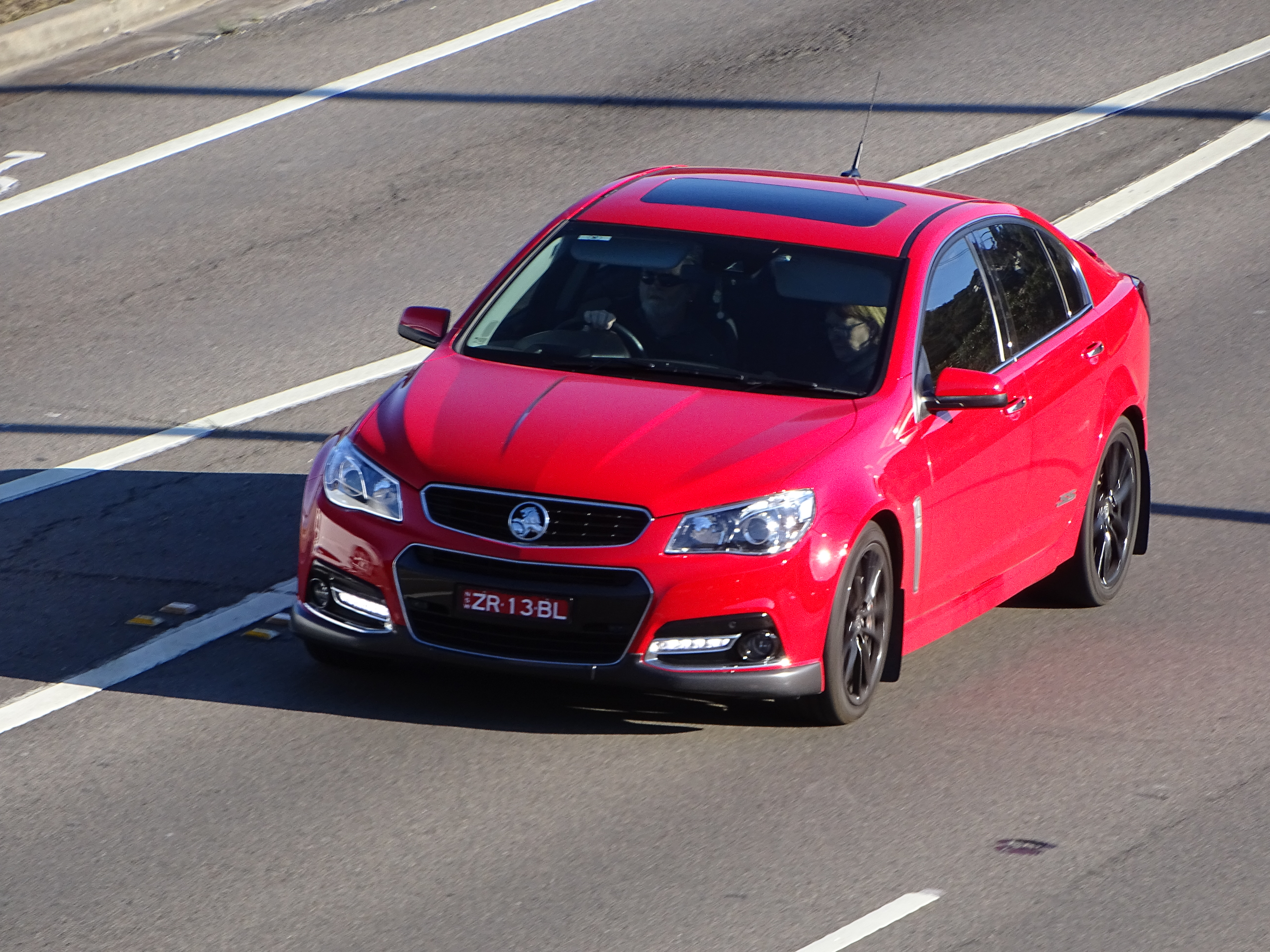
Holden Commodore VF SS

С 1980-х годов по конец 2017 года (до прекращения производства автомобилей Holden в Австралии) название «SS» присваивалось автомобилям с двигателями V8. Модели Commodore SS-Spec обычно имели опознавательные знаки «SS» на крышке багажника.

### Commodore SS V
Commodore SS V является более усовершенствованной версией Commodore SS, выпускавшейся с 2006 по 2017 год в поколениях VE и VF.

## Двигатели
| Двигатель                   | Описание                 | Применения                                                                          |
| --------------------------- | ------------------------ | ----------------------------------------------------------------------------------- |
| Pre-ADR27A GMH Red '253' V8 | 4,2 л V8 (карбюраторный) | HQ SS                                                                               |
| Pre-ADR27A GMH Red '308' V8 | 5,0 л V8 (карбюраторный) | HQ SS                                                                               |
| ADR27A GMH Red '202' I6     | 3,3 л I6 (карбюраторный) | LX Torana SS                                                                        |
| ADR27A GMH Red '253' V8     | 4,2 л V8 (карбюраторный) | LX Torana SS                                                                        |
| ADR27A GMH Red '308' V8     | 5,0 л V8 (карбюраторный) | LX Torana SS                                                                        |
| Holden 5000i V8             | 5,0 л V8 (инжекторный)   | VN Commodore SS, VP Commodore SS, VR Commodore SS, VS Commodore SS, VT Commodore SS |
| GM LS1 V8                   | 5.7L V8 (инжекторный)    | VT Commodore SS, VX Commodore SS, VY Commodore SS                                   |
| GM L76/L98/L97/L77 V8       | 6,0 л V8 (инжекторный)   | VZ Commodore SS, VE Commodore SS, VF Commodore SS                                   |
| GM LS3 V8                   | 6,2 л V8 (инжекторный)   | VF Commodore SS                                                                     |